# 제4회 들꽃영화상
제4회 들꽃영화상은 2017년 4월 12일에 열린 시상식이다.

## 수상 및 후보

### 대상
- 우리들 - 윤가은 수상

### 극영화 감독상
- 우리 손자 베스트 - 김수현 수상
- 4등 - 정지우
- 동주 - 이준익
- 스틸 플라워 - 박석영
- 우리들 - 윤가은
- 철원기행 - 김대환
- 춘몽 - 장률
- 혼자 - 박홍민

### 다큐멘터리 감독상
- 그림자들의 섬 - 김정근 수상
- 거미의 땅 - 김동령 외 1명
- 경계 - 문정현
- 달에 부는 바람 - 이승준
- 할머니의 먼 집 - 이소현

### 극영화 신인감독상
- 철원기행 - 김대환 수상
- 수색역 - 최승연
- 양치기들 - 김진황
- 연애담 - 이현주
- 우리들 - 윤가은

### 다큐멘터리 신인감독상
- 위켄즈 - 이동하 수상
- 야근 대신 뜨개질 - 박소현
- 할머니의 먼 집 - 이소현
- 홀리워킹데이 - 이희원

### 남우주연상
- 양치기들 - 박종환 수상
- 4등 - 박해준
- 당신자신과 당신의 것 - 김주혁
- 동주 - 강하늘
- 동주 - 박정민
- 철원기행 - 문창길

### 여우주연상
- 스틸 플라워 - 정하담 수상
- 당신 자신과 당신의 것 - 이유영
- 연애담 - 류아벨
- 연애담 - 이상희
- 죽여주는 여자 - 윤여정
- 최악의 하루 - 한예리

### 시나리오상
- 양치기들 - 김진황 수상
- 4등 - 정지우 외 1명
- 동주 - 신연식
- 우리들 - 윤가은
- 춘몽 - 장률
- 혼자 - 차혜진 외 1명

### 촬영상
- 혼자 - 김병정 수상
- 거미의 땅 - 박경태 외 3명
- 동주 - 최용진
- 범죄의 여왕 - 이효재
- 철원기행 - 김보람

### 신인배우상
- 연애담 - 이상희 수상
- 4등 - 유재상
- 우리 손자 베스트 - 구교환
- 우리들 - 설혜인
- 우리들 - 최수인
- 혼자 - 이주원

### 조연상
- 설행 눈길을 걷다 - 최무성 수상
- 동주 - 최희서
- 죽여주는 여자 - 안아주
- 최악의 하루 - 이희준
- 춘몽 - 이주영

### 공로상
- 커튼콜 - 전무송 수상

### 특별상
- 족구왕 - 광화문시네마 수상